# Espansione di Engel
In matematica, l'espansione di Engel di un numero intero n è definita come la successione di numeri interi positivi {\displaystyle \{a_{1},a_{2},a_{3},...\}} tale che
{\displaystyle n={\frac {1}{a_{1}}}+{\frac {1}{a_{1}\cdot a_{2}}}+{\frac {1}{a_{1}\cdot a_{2}\cdot a_{3}}}+...\,}
I numeri razionali hanno un'espansione di Engel finita, mentre i numeri irrazionali hanno un'espansione di Engel infinita. In caso di n razionale, l'espansione di Engel provvede anche a darne una rappresentazione tramite frazione egizia. L'espansione prende il nome dal matematico F. Engel, che la studiò per la prima volta nel 1912.